# Biserica „Nașterea Maicii Domnului” din Buhalnița
Biserica „Nașterea Maicii Domnului” din Buhalnița este un monument istoric construit în secolul al XVII–lea.